# Martin Kirchberger
Martin Kirchberger (* 4. April 1960; † 22. Dezember 1991) war ein deutscher Filmregisseur.
Martin Kirchberger studierte an der Hochschule für Gestaltung Offenbach am Main und war Mitbegründer der Rüsselsheimer Künstlergruppe „Wendemaler“ (Gestaltung von Gebäudewänden u. ä.). Er war Regisseur und Produzent von satirischen Kurzfilmen, vor allem von Pseudo-Dokumentarfilmen (Mockumentaries) über skurrile Personen. Kirchberger kam während Dreharbeiten zum Film „Bunkerlow“ bei einem Flugzeugunglück bei Heidelberg ums Leben, in dem auch fast das gesamte Filmteam und Statisten, insgesamt 28 Menschen, getötet wurden. Zum Gedenken an Kirchberger und sein Team wurde im Oktober 1992 die Cinema Concetta Filmförderung gegründet, die seit 1994 die Rüsselsheimer Filmtage mit satirischen Kurzfilmen veranstaltet. Bunkerlow wurde 1992 von Karin Malwitz, der Schwester des bei dem Absturz ums Leben gekommenen Kameramanns Ralf Malwitz, als 19-minütiger Kurzfilm fertiggestellt. Der mit Kirchberger befreundete Regisseur Thomas Frickel behandelt in seinem 2017 veröffentlichten Dokumentarfilm Wunder der Wirklichkeit Leben und Wirken Kirchbergers.

## Kurzfilme (Auswahl)
- Buchholz bleibt
- Brendel in Speikern
- Der Flusensammler
- Frankfurt fühlen
- Natale
- Schgaguler